# 千葉元江
千葉 元江（ちば もとえ、1909年（明治42年）1月15日 - 1992年（平成4年）11月5日）は日本の政治家。青森県青森市長（1期）。

## 来歴
青森県青森市出身。青森県立青森中学校（現・青森県立青森高等学校）、官立弘前高等学校を経て、1933年、東京帝国大学法学部を卒業する。卒業後は陸軍に入り、翌年満期除隊。1937年に高等文官試験行政科に合格、翌年台湾総督府に入り、台中妙農林課長などを歴任した。太平洋戦争中の1942年に陸軍司政官となり、ビルマに派遣され、終戦を迎えた。1946年に復員した。
1947年、青森県庁に入り、人事課長、総務、商工水産の各部長などを経て、1949年に副知事に就任した。副知事は1952年まで務め、その後は青森県北洋漁業協同組合理事、同副組合長、鮭鱒漁業協同組合理事などを務めた。
1963年、青森市長選挙に立候補して当選、市長を1期務めた。1967年の市長選挙に出馬して再選を目指したが、社会党の推薦を受けた元青森県議会議員の奈良岡末造に敗れた。
市長退任後は青森テレビの設立に参加、代表取締役専務、取締役副社長、同相談役を務めた。1985年に勲四等旭日小綬章を受章。1992年に死去した。